# 전진아
전진아(1976년 10월 21일 ~ )는 대한민국의 성우이다. 2006년 KBS에 입사했으며, 현재는 KBS 32기이다. 한국방송 성우극회 소속.

## 주요 출연 작품

### 애니메이션
- 딸기가 좋아 (KBS) - 수박
- 스캔2고 (SBS)
- 명탐정 코난 (애니맥스) - 지훈
- 핀과 제이크의 어드벤처 타임 (카툰네트워크) - 비모
- 바람의 성흔 (애니맥스) - 키리카
- 3인의 기사 (디즈니+) - 메이
- 시골소녀 폴리아나 (대원)  - 폴리, 내레이션

### 애니메이션 영화
- 포켓몬스터 DP 극장판
- 포켓몬스터 베스트위시 극장판
- 토니스토리 : 깡통제국의 비밀
- 코비: 블루 엘리펀트의 전설 - 투투 / 마리 외
- 화이트 고릴라 - 스노우
- 극장판 어드벤처 타임: 비밀의 아일랜드 - 비모 / 수잔
- 숲속왕국의 꿀벌 여왕 - 웬디 / 피오나
- 갓파 쿠와 여름방학을 - 코이치
- 토이 스토리 4 - 제시
- 레드슈즈 - 레지나

### 영화
- 결혼하고도 싱글로 남는 법 (KBS) - 음식점 직원(비르지니 보데스)
- 라이온 킹 - 셴지 (플로렌스 카숨바)
- 신의 손 (KBS) - 색슨 부인(메리트 웨버)
- 아비정전 (KBS) - 길거리 여성(안젤라 포노스)
- 업 클로즈 앤 퍼스널 (KBS) - 마르샤(스토커드 채닝) / 이네스(야렐리 아리즈멘디)
- 정글북 - 락샤(루피타 뇽오)
- 톰과 제리 - 프리타(필라비 샤르다)
- 페이머스 파이브: 키린섬의 비밀 - 조지 (발레리아 아이젠바르트)
- 페이머스 파이브: 해적왕과 황금나침반 - 조지(발레리아 아이젠바르트)
- 하비와 밥이 만났을 때 (KBS) - 마거릿 대처(잉그리드 크레이지)

### 외화
- 셜록 (KBS) - 루시(로렌 크레이스)
- 닥터 후 (KBS) - 비앙카(니브 매킨토시,시즌 5) / 이드리스(수란 존스,시즌 6) / 알릭사(아델 런치,시즌 10)
- 여총리 비르기트 (CNTV) - 이본느(뉴라이트당 대표) / 페르닐르(여성가족부 장관)
- 울트라맨 메비우스 (재능TV) - 김희망
- 긴급출동! 레스큐파이어 (재능TV) - 큐피
- 팔콘과 윈터 솔져 - 사라 윌슨(아데페로 오두예)

### 방송
- 남자공감랭크쇼 M16 (XTM)
- 코파반장의 동화수사대 (KBS2)
- 채널A 특별기획 37회 : 내 몸 살리는 착한 지방 (채널A) - 내레이션
- 채널A 특별기획 42회 : 당신을 늙게 하는 노화독소의 습격 (채널A) - 내레이션
- 채널A 특별기획 44회 : 암을 부르는 만병의 근원, 만성염증을 잡아라  (채널A) - 내레이션
- 채널A 특별기획 46회 : 노화를 늦추는 회춘 단백질의 비밀  (채널A) - 내레이션